# شيمبارك

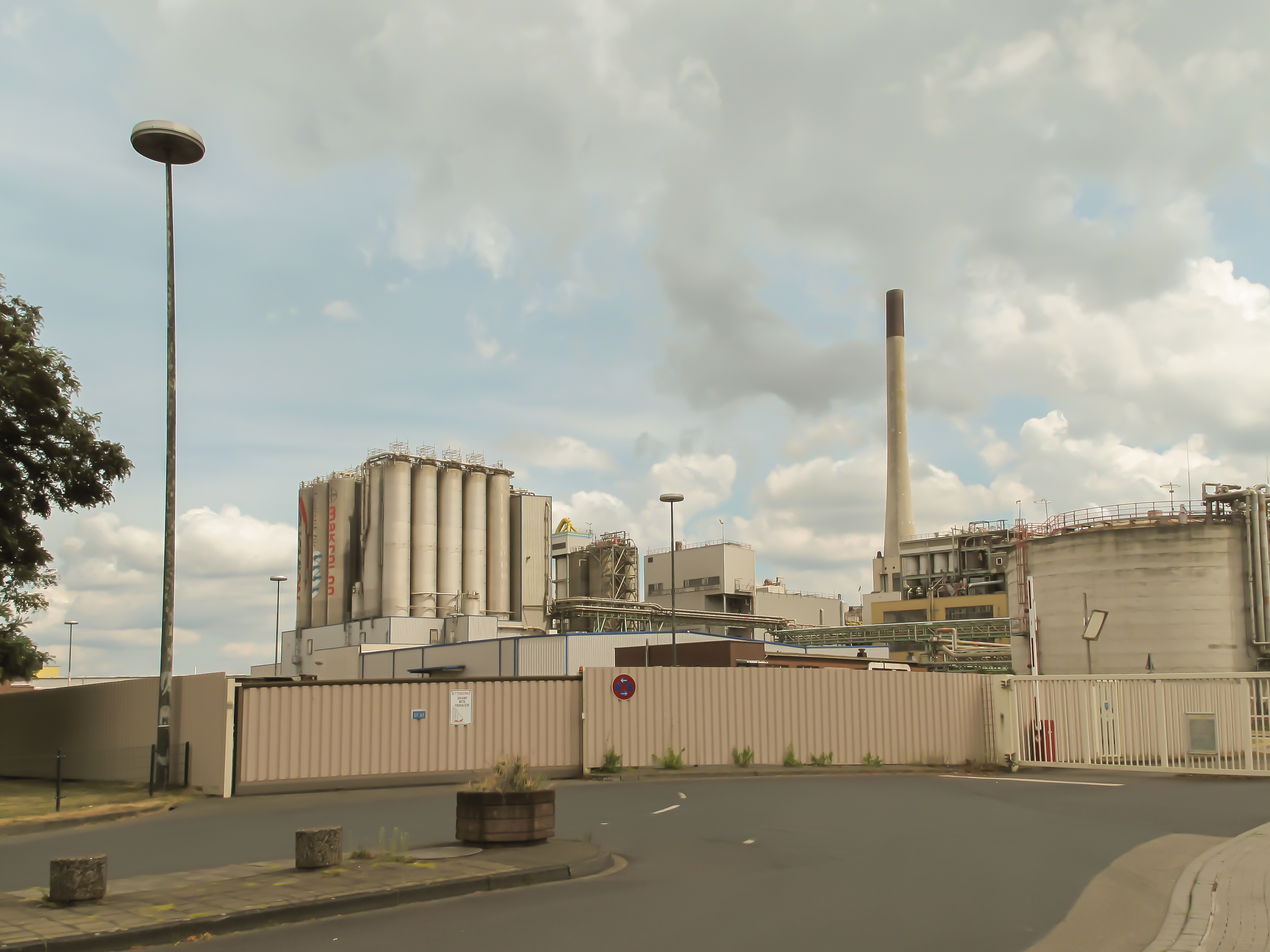
شيمبارك في إيردينجن

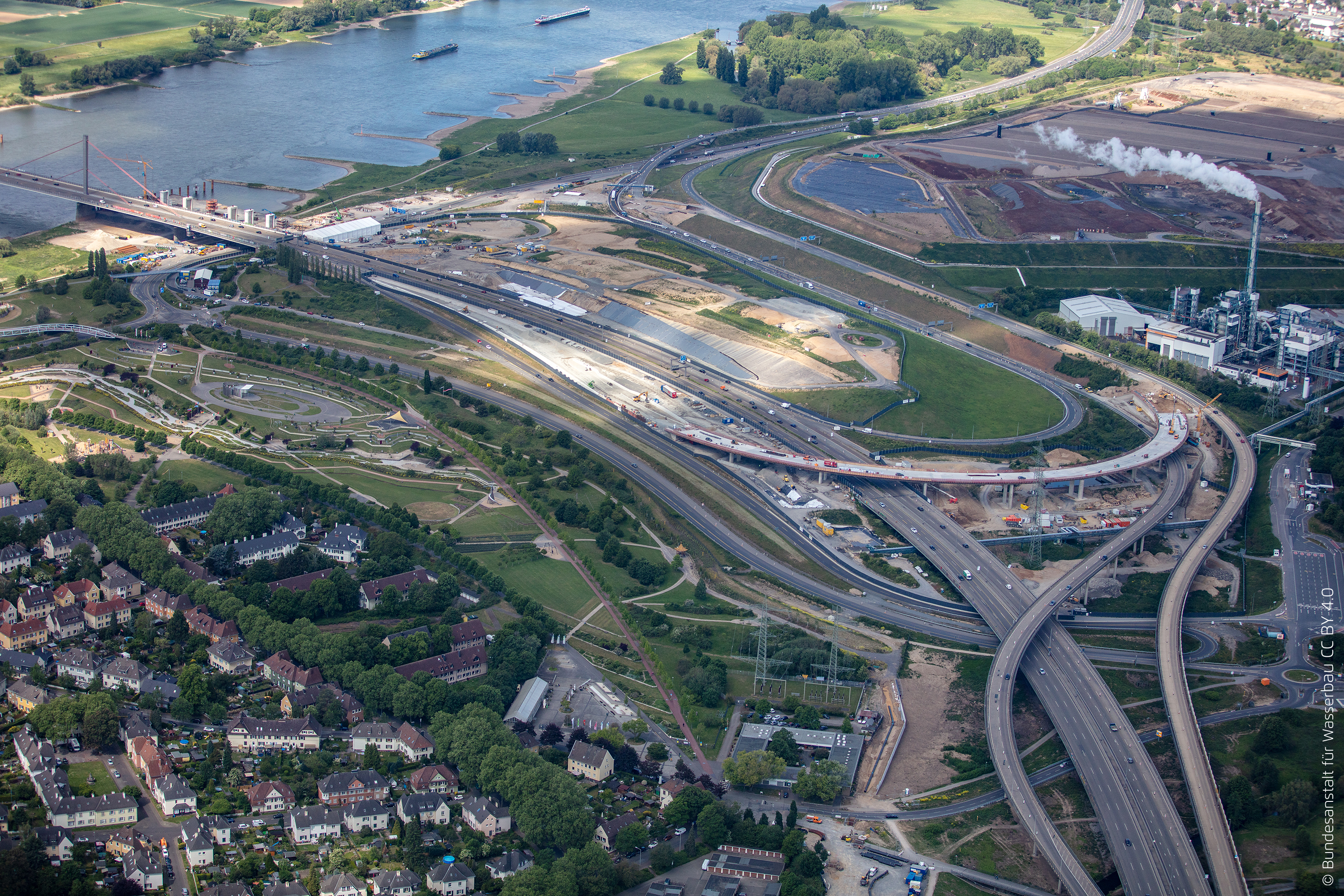
شيمبارك في ليفركوزن.

شيمبارك (بالألمانية: Chempark) هي منطقة صناعية للصناعات الكيماوية في ألمانيا. يتم توزيعها عبر ثلاثة مواقع في ليفركوزن ودورماغن وكريفيلد-أويردينجن بمساحة تراكمية 13.3 كيلومتر مربع، وتشغلها أكثر من 60 شركة ويعمل بها 50.000 شخص. يتم إنتاج حوالي ثلث إنتاج شمال الراين - وستفاليا الكيميائي في هذه المواقع الثلاثة. يتم تشغيلها من قبل شركة كورينتا، المعروفة سابقًا باسم خدمات باير الصناعية.

## انفجار 2021
في 27 يوليو 2021 وفي الساعة 9:40 صباحًا بالتوقيت المحلي وقع انفجار في قسم احتراق النفايات الخطرة، مما أدى إلى تفجير عدة حاويات كبيرة من المواد الكيميائية وتلويث مناطق واسعة من وديان الراين - الرور بالتساقط السام من سحابة الدخان الكبيرة. أسفر الانفجار عن مقتل شخصين على الأقل وإصابة 31 آخرين، وأعلن عن فقدان خمسة أشخاص. جميع الضحايا من العمال في الموقع.